# Nafissatou Thiam
Nafissatou Thiam, född 19 augusti 1994, är en belgisk mångkampare.

## Karriär
Thiam blev olympisk guldmedaljör i sjukamp vid sommarspelen 2016 i Rio de Janeiro.. Den 6 augusti 2017 tog hon sitt första VM-guld vid världsmästerskapen i friidrott i London.
I augusti 2021 tog Thiam sitt andra OS-guld i sjukamp. Hon blev den andra kvinnan genom tiderna efter Jackie Joyner-Kersee att ta två raka OS-guld i sjukamp. I juli 2022 vid VM i Eugene tog Thiam sitt andra VM-guld i sjukamp med totalt 6 947 poäng. Följande månad vid EM i München tog hon sitt andra raka EM-guld i sjukamp efter en serie på 6 628 poäng.
I mars 2023 tog Thiam sitt tredje guld i femkamp vid inomhus-EM i Istanbul och noterade ett nytt världsrekord med en serie på 5 055 poäng. Vid OS 2024 tog hon sitt tredje raka OS-guld.